# Ansonia torrentis
Ansonia torrentis là một loài cóc thuộc họ Bufonidae.
Loài này có ở Malaysia và có thể cả Brunei.
Môi trường sống tự nhiên của chúng là vùng núi ẩm nhiệt đới hoặc cận nhiệt đới và sông ngòi.
Chúng hiện đang bị đe dọa vì mất nơi sống.